# Calliostoma irisans
Calliostoma irisans is een slakkensoort uit de familie van de Calliostomatidae. De wetenschappelijke naam van de soort is voor het eerst geldig gepubliceerd in 1905 door Strebel.